# باشگاه فوتبال انویگادو
باشگاه فوتبال انویگادو (انگلیسی: Envigado F.C.) یک باشگاه فوتبال مستقر در انویگادو، کلمبیا است که در حال حاضر در لیگ سری آ کلمبیا، بالاترین رده لیگ فوتبال در این کشور، به رقابت می‌پردازد.

## تاریخچه
این باشگاه در ۱۴ اکتبر ۱۹۸۹ تأسیس شد و با قهرمانی در نخستین دورهٔ دسته دوم فوتبال کلمبیا که در سال ۱۹۹۱ برگزار شد، نخستین تیمی بود که به دسته برتر فوتبال کلمبیا صعود کرد. در آن تورنمنت، آن‌ها در گروه نهایی بالاتر از آلیانزا یانوس، باشگاه ال کوندور و اتلتیکو اوئیلا قرار گرفتند.
انبینگادو توانست جایگاه خود را به‌عنوان یک تیم دسته اول تثبیت کند و برای نخستین بار در سال ۱۹۹۴ به مراحل نهایی لیگ راه یابد، زمانی که در جایگاه هشتم قرار گرفت. آن‌ها در مرحله نیمه‌نهایی حذف شدند و در گروه خود سوم شدند. آن‌ها همچنین به مراحل نهایی رقابت‌ها در آپرتورای ۲۰۰۲ نیز رسیدند که در آن مرحله نیز در گروه نیمه‌نهایی خود سوم شدند و در آپرتورای ۲۰۰۵ در گروه خود دوم شدند، تنها یک امتیاز کمتر از فینالیست نهایی یعنی سانتا فه.
انبینگادو در ۱۲ نوامبر ۲۰۰۶، پس از شکست ۱–۰ مقابل کوسوتا دپورتیوو در آخرین هفتهٔ تورنمنت فینالیزاسیون ۲۰۰۶، از دسته اول سقوط کرد، و به این ترتیب، دوره‌ای ۱۵ ساله در سطح اول فوتبال کلمبیا برای این تیم به پایان رسید. اما آن‌ها خیلی زود با قهرمانی در دسته دوم ۲۰۰۷ بازگشتند؛ تیمی که با هدایت خسوس باریوس و بازی‌سازی بازیکنان تازه‌کار مانند خامس رودریگز و جیوانی مورنو اداره می‌شد. انبینگادو با پیروزی برابر آکادمیا در فینال هر دو تورنمنت کوتاه فصل، صعود دوباره به دسته اول را تثبیت کرد. این تیم از آن زمان تاکنون هرگز سقوط نکرده است، اگرچه در ۲۰۰۸ و ۲۰۱۰ در پلی‌آف بقا شرکت کرد و در هر دو نوبت موفق شد جایگاه خود را در دسته اول حفظ کند.
آن‌ها بهترین عملکرد خود در سطح اول فوتبال کشور را در فصل ۲۰۱۱ داشتند، زمانی که به مرحله یک‌چهارم نهایی هر دو تورنمنت آپرتورا و فینالیزاسیون راه یافتند، که این باعث شد در جدول تجمیعی فصل در جایگاه سوم قرار بگیرند و برای نخستین بار سهمیهٔ یک تورنمنت بین‌المللی را کسب کنند: کوپا سودآمریکانا ۲۰۱۲. آنجا آن‌ها در مرحله دوم حذف شدند؛ پس از پیروزی ۲–۰ برابر یونیون کومرسیو از پرو در مجموع دو بازی، با شکست ۲–۱ در مجموع برابر لیورپول از اروگوئه حذف شدند.
در نوامبر ۲۰۱۴، انبینگادو و سهام‌دار عمده‌اش، خوان پابلو اوپگویی، توسط دفتر کنترل دارایی‌های خارجی ایالات متحده (OFAC) به‌دلیل ارتباط با کارتل مواد مخدر دفتر انبینگادو (دفتر انبینگادو)، در فهرست ویژه اتباع مشخص‌شده و افراد مسدود شده (که به‌طور غیررسمی با نام «فهرست کلیتون» شناخته می‌شود) قرار گرفتند. اگرچه مشخص شد که تمام تراکنش‌های این باشگاه غیرقانونی نبوده‌اند، اما وزارت خزانه‌داری ایالات متحده پس از ده سال تحقیق تأیید کرد که این باشگاه توسط این سازمان برای پول‌شویی مورد استفاده قرار گرفته است. انبینگادو در ۲۶ آوریل ۲۰۱۸ از این فهرست خارج شد و مدت کوتاهی بعد اعلام شد که ۵۵٪ از سهام این باشگاه به صندوق سرمایه‌گذاری ProFútbol فروخته شده است.